# Catherine Booth
Pour les articles homonymes, voir Booth.

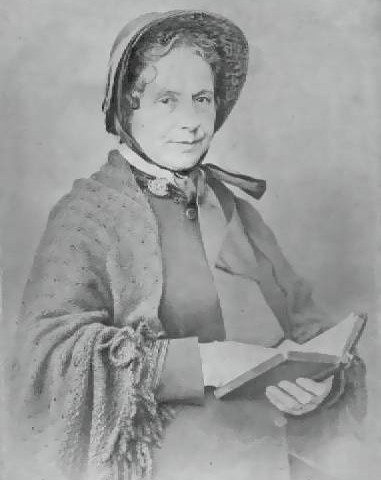
Catherine Booth.

Catherine Booth, née Catherine Mumford (17 janvier 1829 - 4 octobre 1890), a fondé l'Armée du salut, avec son mari William Booth. En raison de son influence importante dans la formation de l'Armée du salut, elle a été surnommée la « mère de l'Armée du salut ». Il ne faut pas la confondre avec Catherine Booth-Clibborn, sa fille, également une figure marquante de l'Armée du salut, couramment dénommée « Catherine Booth ».

## Biographie

### Enfance et adolescence
Catherine Mumford est née en 1829 à Ashbourne, dans le Derbyshire (Angleterre), dans un foyer méthodiste. Son père, John Mumford, était fabricant de calèches et prédicateur laïc. Sa mère était née Sarah Millward. Sa famille a déménagé à Boston, dans le Lincolnshire, puis a vécu à Brixton, à Londres. Catherine a été très précocement une jeune fille studieuse et sensible. Elle reçut une très forte éducation chrétienne et disait avoir lu l'ensemble de la Bible huit fois avant l'âge de 12 ans.
Au cours de son adolescence, une déformation rachidienne l'a condamnée à des années de quasi-immobilité forcée. Elle n'est cependant pas restée oisive et s'est particulièrement préoccupée du problème de l'alcoolisme. Encore très jeune, elle avait été la secrétaire d'une ligue de tempérance pour jeunes et avait écrit des articles pour un magazine anti-alcoolique. Catherine a été membre de la section locale de l'association anti-alcoolique Band of Hope et un soutien de la Ligue de tempérance nationale.
Quand Catherine refusa de condamner les réformateurs méthodistes en 1850, les wesleyiens l'expulsèrent de l’église méthodiste. Au sein du mouvement réformateur, elle dirigea une école du dimanche pour filles à Clapham.

### Mariage et vie de famille
En 1851, elle rencontra William Booth qui avait lui aussi été expulsé par les wesleyiens pour la même raison qu'elle. William déclamait un poème anti-alcoolique, Le rêve du vendeur de grog, qui plut à Catherine qui avait embrassé la nouvelle passion méthodiste pour l'abstinence.
Bientôt, ils tombèrent amoureux et se fiancèrent. Au cours de leurs trois ans de fiançailles, Catherine écrivit constamment des lettres d'encouragement à William qui menait la vie difficile d'un prédicateur. Ils se marièrent le 16 juin 1855 à l'église congrégationaliste de Stockwell Green à Londres. La cérémonie fut des plus simples car ils voulaient utiliser leur temps et leur argent pour son ministère. Même pendant leur lune de miel, William fut invité à prendre la parole lors des réunions méthodistes.
Les Booth eurent huit enfants: 
- William Bramwell (1856-1929)
- Ballington (1857-1940)
- Catherine ou Kate (1858-1955)
- Emma (1860-1903)
- Herbert Henry Howard (1862-1926)
- Marie Billups (1864-1937)
- Evelyne « Evangeline » Cory (1865-1950)
- Lucy Milward (1868-1953)

Les parents Booth se consacrèrent à donner une solide culture chrétienne à leurs enfants. Deux d'entre eux, Bramwell et Evangeline, sont devenus plus tard généraux de L'Armée du salut. Leur 3e enfant, Kate Booth, qui deviendra Catherine Booth-Clibborn après son mariage, introduisit l'Armée du salut en France et en Suisse à partir de 1881.

### Ministère de prédicatrice

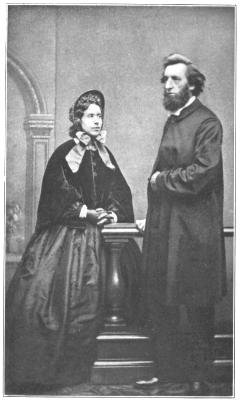
Catherine et William Booth

Catherine a commencé à être plus active dans le travail de l'église à Brighouse. Bien qu'elle ait été très anxieuse, elle aimait beaucoup travailler avec les jeunes et avait trouvé le courage de parler dans les réunions d'enfants. Au cours de cette période, elle découvrit un modèle, la revivaliste américaine méthodiste Phoebe Palmer. Avec les encouragements de William, Catherine écrivit un petit traité, Le Ministère féminin : le droit de la femme à prêcher l'Évangile (1859), en défense de la prédication de Phoebe Palmer, dont les prises de parole avaient provoqué une grande émotion dans le secteur où les Booth habitaient. Ce traité était une courte et puissante apologie en valeur du droit des femmes à prêcher l'évangile. La brochure identifie trois grands principes sur lesquels ses convictions reposaient : tout d'abord, le fait que les femmes ne sont ni naturellement ni moralement inférieures aux hommes, deuxièmement, qu'il n'y avait pas de raison scripturaire de leur refuser un ministère public, enfin que les exhortations de la Bible avaient été ordonnées et bénies par le Saint-Esprit et devaient donc être ainsi justifiées. Elle dénonçait le fait que l'application « injustifiable » du conseil de Paul, « que les femmes gardent le silence dans les Églises », avait entraîné « davantage de pertes pour l'Église, de mal pour le monde et de déshonneur pour Dieu, qu'aucune autre erreur ».
À l'époque, il était impensable pour les femmes de prendre la parole dans des rencontres pour adultes. Catherine Booth était pourtant convaincue que les femmes ont un égal droit à la parole. En janvier 1860, au cours d'un sermon de son mari, à la suite de la naissance de leur quatrième enfant, à Gateshead, elle demanda à « dire un mot ». Elle témoigna de sa timidité à affirmer sa vocation, mais William a annonça qu'elle parlerait le soir même. Ce fut le début d'un formidable ministère de prédication, qui allait mettre au défi beaucoup de gens.
Elle devint un partenaire de travail de son mari et trouva bientôt sa propre audience comme tout prédicateur puissant. Elle parlait aussi dans leurs maisons, en particulier aux alcooliques qu'elle aidait à prendre un nouveau départ dans la vie. Elle tenait souvent des réunions de maison pour les convertis. Elle a commença ensuite à tenir ses propres campagnes. Beaucoup s'accordent à penser qu'aucun homme de son époque, y compris son mari, ne la dépassait en popularité ou en résultats spirituels.
Catherine Booth était en effet éloquente et convaincante dans le discours, claire et extrêmement logique dans l'écriture. Au début, Catherine et son mari avaient partagé un ministère itinérant d'évangélisation, mais elle devint ensuite une prédicatrice indépendante très demandée, en particulier dans la bourgeoisie. Une femme prédicateur était un phénomène rare dans un monde où les femmes avaient peu de droits civiques, et pas encore de place dans les professions libérales. Catherine Booth était à la fois une femme et une excellente prédicatrice, une combinaison magnétique qui attirait de vastes audiences et constituait de facto un témoignage sur ses opinions quant à la validité du ministère de la femme qu'elle défendait depuis toujours.

### La Mission chrétienne, prémices de l'Armée du Salut
Ils commencèrent les travaux de la « Mission Chrétienne » (premier nom de l'Armée de salut) en 1865 dans l'East End de Londres. William prêchait aux pauvres et Catherine parlait aux riches, recherchant auprès d'eux un appui financier pour les besoins de leur difficile ministère. L'industrie textile employait autant de femmes que d'hommes, ce qui permit de recruter un nombre important d'officiers de sexe féminin. En outre, les domestiques ont afflué à l'Armée du salut, et beaucoup sont devenus officiers. Le rôle des « engagements d'officiers de 1883 » liste 127 hommes mariés. Ce nombre est important, parce que les épouses étaient utiles pour faire fonctionner l'organisation. Elles n'étaient pas obligées d'assister aux formations des officiers, ne s'engageaient pas personnellement et ne figurent par conséquent pas sur la liste. William Booth encourageait activement les agents à s'entre-épouser. Le rôle des « engagements d'officiers de 1883 » liste trente-six couples. Au moment de leur mariage, les femmes démissionnaient de leurs propres charges d'officier pour devenir co-officiers avec leurs maris. Cette perte de droits des femmes officiers lors de leur mariage contredisait l'affirmation de l'égalité homme-femme de l'Armée du salut. Les dirigeants de l'Armée n'étaient clairement pas si radicaux qu'ils aient renoncé à la notion de supériorité de l'homme dans le mariage. Cette conception portait aussi sur la rémunération; le mari, chef de famille, recevait la paie pour le couple. L'idée que les officiers de sexe féminin pouvaient toucher moins d'argent que leurs homologues de sexe masculin a été abolie avant la Seconde Guerre Mondiale. Jusque-là, les officiers de sexe masculin ont touchaient un tiers de plus que leurs homologues féminins.
Catherine Booth a organisé le réseau de magasins « de la nourriture pour les millions » de la Mission chrétienne où les pauvres pouvaient acheter des repas à bon marché et où, à Noël, des centaines de repas étaient distribués aux nécessiteux.

### L'Armée du Salut
Lorsque, en 1878, le nom de la mission chrétienne a été changé en Armée du salut et que William Booth a été institué général, Catherine a été surnommée « Mère » de l'Armée du salut. Elle a été à l'origine de nombreux changements dans la nouvelle organisation, de la conception du drapeau et des bonnets pour les dames, et a contribué aux idées de l'Armée du salut sur de nombreux sujets importants et des questions de croyance. Par exemple, les femmes étaient autorisées à prêcher et à conduire les services religieux, ce qui doit tout à l'influence de Catherine Booth, et la consommation de tout alcool était fortement déconseillée, point qui n'aurait pas été souligné avec autant d'insistance sans Catherine Booth.
À la fin de leur vie, les Booth louèrent une petite villa, Crossley House, à Clacton-on-Sea, qui avait une vue sur la mer qu'elle aimait beaucoup.
Catherine Booth est décédée en 1890 à l'âge de 61 ans à Crossley House.
Elle est inhumée dans le cimetière d'Abney Park à Stoke Newington (district londonien de Hackney). Son mari l'y a rejointe en 1912.
Par la suite, Crossley House fut donnée à des personnes souffrant de troubles d'apprentissage et leur offrit de nombreuses vacances d'été jusqu'à sa vente à des promoteurs immobiliers en 2005.

## Œuvres
Catherine Booth a publié les ouvrages suivants :
- Practical Religion (La religion pratique 1878)
- Godliness (La piété, 1881)]
- Agressive Christianity (Le Christianisme agressif, 1883)
- Life and Death (La vie et la Mort, 1883)
- Highway of our God (La route de notre Dieu, 1886)
- Popular Christianity (Le Christianisme populaire, 1887)

## Hommages et postérité

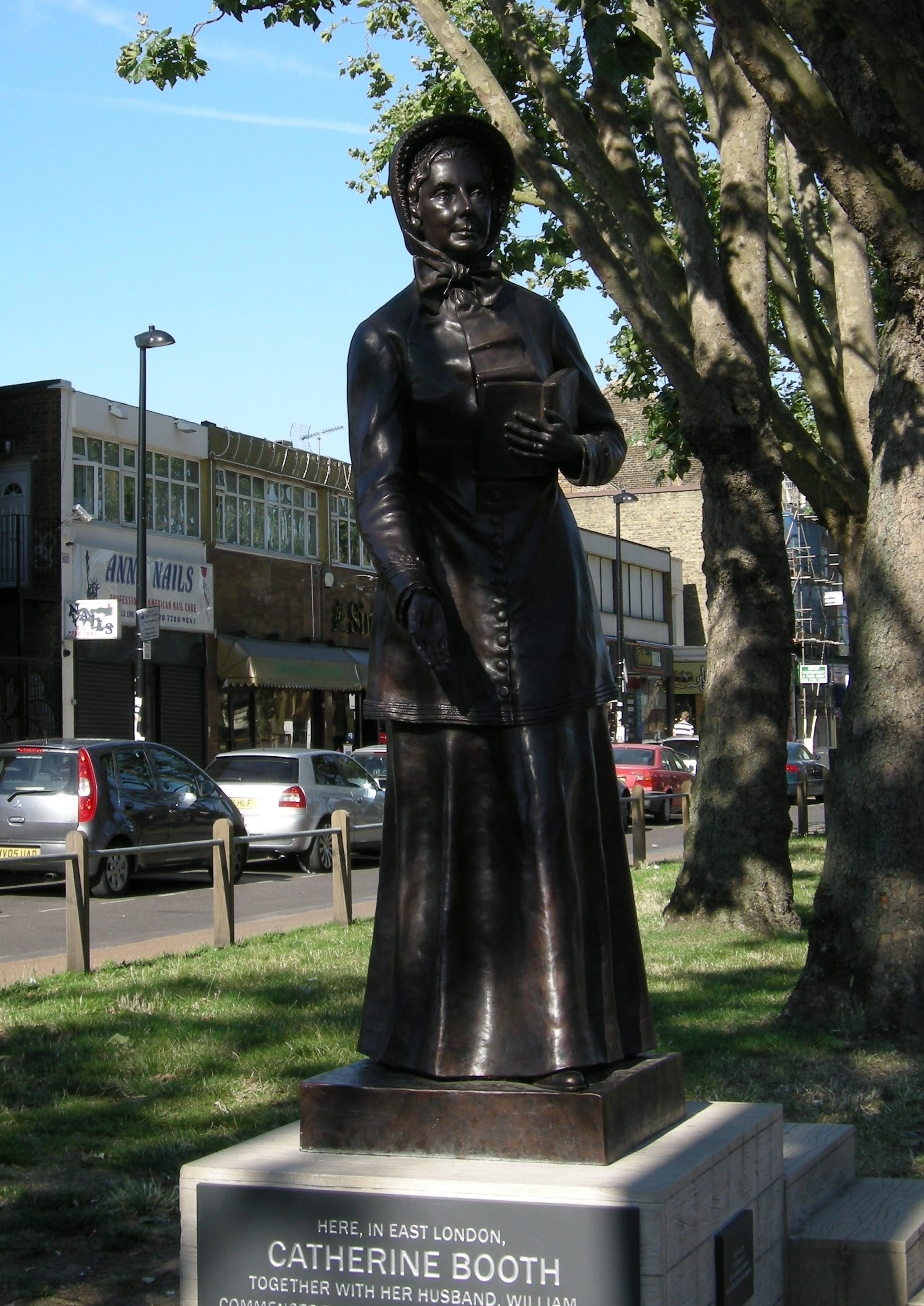
Statue de Catherine Booth sur Mile End Road, à Londres, à proximité du site de la première réunion de Armée du salut, don des femmes salutistes des États-unis en 2015 pour marquer le anniversaire de l'Armée du salut.

Le nom de Catherine Booth a été donné à plusieurs institutions :
- Catherine Booth Hospital (CBH) est un hôpital et une l'école d'infirmières gérés par l'Armée du salut à Nagercoil, dans le Tamil Nadu, en Inde.
- Catherine Booth House est un refuge pour victimes de violence domestique, créé en 1976, géré par l'Armée du salut et localisé de manière confidentielle dans la région de Seattle, King County, aux États-Unis.
- Catherine Booth Child Development Center est une école maternelle située à Cincinnati, dans l'Ohio.
- Catherine Booth College est une institution d'enseignement située à Ringwood, dans la banlieue de Melbourne en Australie. Initialement destiné à la formation des soldats, officiers, employés et bénévoles de l'Armée du salut australienne, cette école est à présent ouverte à tous[8].
- Il existe aussi un Hôpital Catherine-Booth de l'Armée du salut à Montréal, au 4375, avenue Montclair, qui est réputé pour ses programmes de physiothérapie et de réhabilitation[9].

Les institutions nommées Catherine-Booth en France, telles que la résidence et centre de réinsertion Catherine-Booth situés au 15, rue Crespin-du-Gast à Paris (9e arrondissement) sont nommés ainsi en référence à Catherine Booth-Clibborn, la fille de William et Catherine Booth, qui fut très active dans l'implantation de l'Armée du salut en France.

Sa mémoire est conservée également par des statues à son effigie :
- Des statues des deux Booth par George Edward Wade ont été érigés en 1929 sur Champion Hill, à côté du collège de formation de l'Armée du salut à Londres[10].
- Des répliques des statues de Wade se trouvent dans le Mile End Road, à Londres, à proximité du site de la première réunion de l'Armée du salut. Celle représentant William Booth a été dévoilé en 1979 et celle représentant Catherine Booth en 2015.